# Please Don't Go
 (décembre 2020).
Si vous disposez d'ouvrages ou d'articles de référence ou si vous connaissez des sites web de qualité traitant du thème abordé ici, merci de compléter l'article en donnant les références utiles à sa vérifiabilité et en les liant à la section « Notes et références ».
Singles de KC and the Sunshine Band
Do You Wanna Go Party
(1979) Que Pasa?
(1979)
Pistes de Do You Wanna Go Party
Ooh, I Like It I Betcha Didn't Know That
Please Don't Go est une chanson disco du groupe KC and the Sunshine Band, sortie en 1979. Elle est reprise par le groupe de dance Double You et KWS en 1992 qui ont réalisė le même clip video, puis par le groupe d'eurodance du DJ suédois Basshunter en 2008.

## Reprise de Basshunter
Singles par Basshunter
Now You're Gone
(2007) All I Ever Wanted
(2008)
Pistes de Now You're Gone: The Album
All I Ever Wanted I Miss You
En 2008, la chanson « Please Don't Go » a été reprise par le musicien suédois Basshunter. [ Cette chanson de danse dure deux minutes et 58 secondes. Il a été produit par Basshunter, Robert Uhlmann et Scott Simons. [ citation nécessaire ] "Please Don't Go" est sorti par Warner Music Sweden le 19 mai 2008. Le 14 juillet, il est sorti en troisième position du troisième album studio de Basshunter, Now You're Gone – The Album. 
En dépit des rumeurs qui couraient à l'époque, que Please Don't Go sortirait en tant que 3e single, Angel in The Night sort à la place. Diffusé en avant première au Royaume-Uni le 22 août 2008 sur BBC Radio 1 durant l'émission de Scott Mills intitulé Friday Floor Fillers.

### Liste des pistes
CD maxi
1. Please Don't Go (Radio Edit) — 2:58
2. Please Don't Go (Extended Mix) — 5:00
3. Please Don't Go (Ultra DJ's Remix) — 4:39
4. Please Don't Go (The Wideboys Remix) — 5:37
5. Please Don't Go (Bad Behaviour Remix) — 4;10

### Classements
| Classement (2008)       | Meilleure position |
| ----------------------- | ------------------ |
| Suède Classement single | 6                  |